# 萬里池
23°54′04″N 121°16′18″E / 23.901108°N 121.271707°E
萬里池，是臺灣一座高山湖泊，位於白石山南側山坳處，地屬花蓮縣萬榮鄉所轄，為中央山脈的能高安東軍縱走行程中必經之處。在高度方面則有二種標示：有一記載是海拔2,780公尺；另一記載是海拔2,790公尺。
萬里池狀似三角形，南北長約330公尺，東西寬約260公尺，面積約2.8公頃。由於是萬里溪之源頭，因此池名而得「萬里」。萬里溪也是自此向東流入花蓮縣萬榮鄉與鳳林鎮，最終匯入花蓮溪，隨著花蓮溪而出海。
在能高南峰到白石山、安東軍山這一段稜脊的高度全在海拔3,000公尺以上，但稜線卻顯得相當平坦，少有較大的起伏地形，像這種高海拔山區出現平稜狀，可能是在造山運動過程中，將原本位在低海拔的準平原給擠壓抬升，因而形成所謂「最高隆起準平原面」。萬里池與台灣池、白石池、白石妹池、屯鹿池分佈在這一段稜脊之湖泊群，便是在最高隆起準平原面之凹地，透過降水而成大小不一的高山湖群。

## 資料來源
1. 1 2   (PDF). 行政院環境保護署.   [2015-08-30]. （原始内容 (PDF)存档于2016-03-05） （中文（臺灣））.
2. 1 2  祝務耕. . 東方報. 2013-10-28  [2015-08-30] （中文（臺灣））.[永久]
3. 1 2 3  麥覺明.  (中視主頻). 花蓮縣萬榮鄉: 大麥影像傳播工作室. 2015-08-30 （中文（臺灣））.
4. ↑  李聖希. . 臺灣商務. 1990: 第370-372頁. ISBN 9570501553 （中文（臺灣））.
5. 1 2 3  吳永華.  (PDF). 宜蘭縣壯圍鄉公所.   [2015-08-30]. （原始内容 (PDF)存档于2013-10-19） （中文（臺灣））.
6. ↑  麥覺明.  (中視主頻). 花蓮南投交界: 大麥影像傳播工作室. 2013-05-26 （中文（臺灣））.